# KSHV

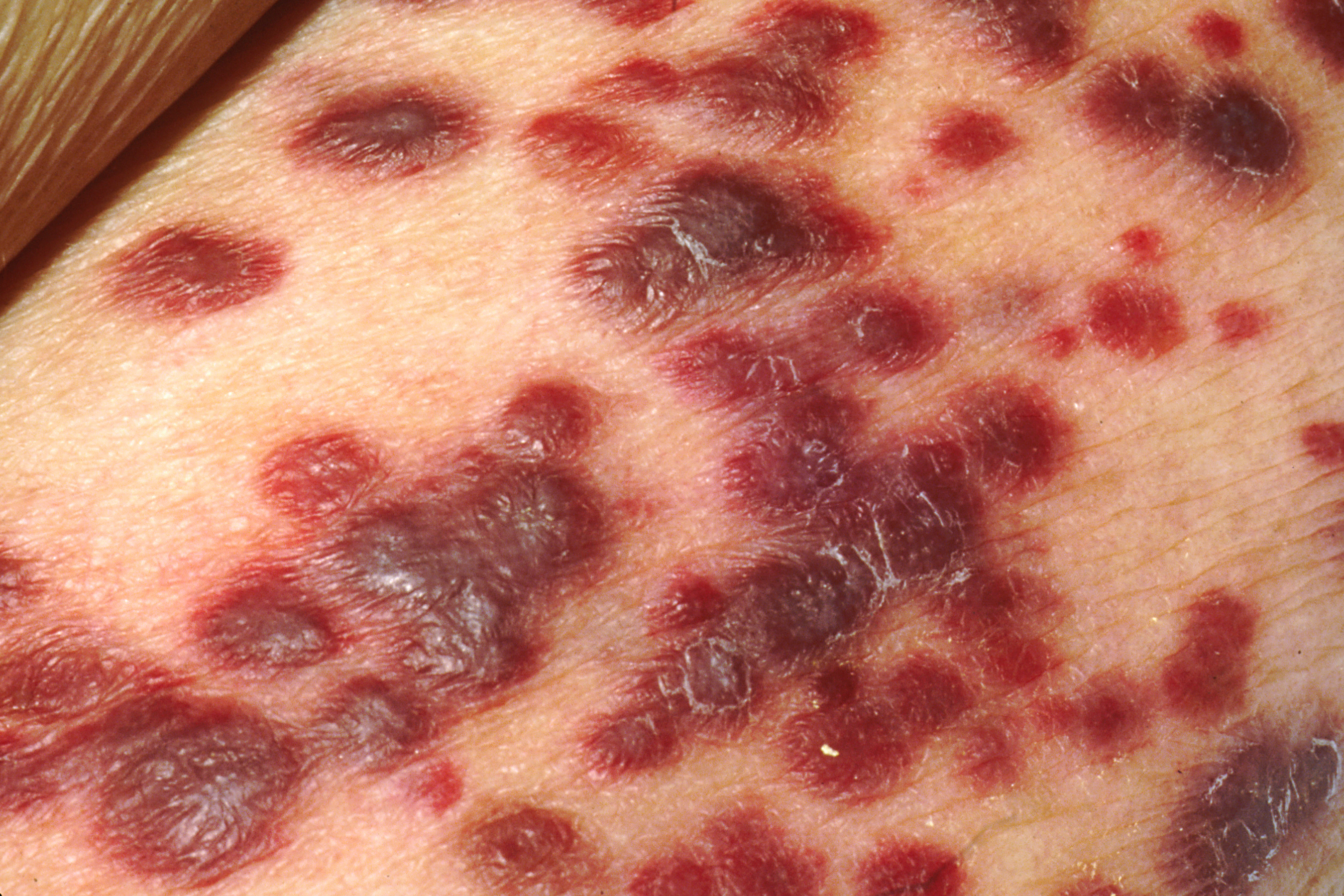
카포시육종

카포시 육종-관련 헤르페스바이러스(Kaposi’s sarcoma-associated herpesvirus, KSHV)는 현재 발암바이러스(oncovirus)라 일컫는 인간 암 바이러스의 7종류 중 하나이다. 또한 카포시 육종-관련 헤르페스바이러스는 인간 헤르페스바이러스의 8번째 종류이기도 하다. 이것의 공식적인 이름은 세계 바이러스 분류 위원회 (International Committee on Taxonomy of Viruses, ITCV)에서 HHV-8로 명명했다. 다른 헤르페스바이러스들과 마찬가지로 KSHV란 이름과 HHV-8이란 이름은 공용되어 사용된다. 이 바이러스는 AIDS환자에게서 흔히 발생하는 카포시육종(Kaposi’s Sarcoma)을 일으킬 뿐만 아니라 원발성삼출성림프종(Primary effusion lymphoma, PEL)과 다심성 캐슬만 질병(multicentric Castleman’s disease)의 원인이 된다.

## 역사
1872년 Moritz Kaposi는 혈관 종양을 카포시육종(Kaposi’s sarcoma, KS)라고 불렀다. 카포시육종은 실제로 사하라 사막 이남지역에서 흔하다는 것이 발견되기 이전에는, 유대인과 지중해 사람들에게 생기는 일반적이지 않은 종양이라 생각했다. 이것이 1950년대 이 종양이 바이러스에 의해 생길 수도 있다고 처음 제안되었다. 1980년대 AIDS의 발병과 함께, 카포시육종이 동성애자와 양성애자 AIDS환자에게서 50%가 넘는다는 보고가 나오면서 다시 관심을 받게 되었다. Valerie Beral, Thomas Peterman과 Harold Jaffe의 역학 자료 분석은 카포시육종이 AIDS와 같이 면역적억제가 일어나지 않는 한 알 수 없는 성매개바이러스(sexually transmitted virus)에 의해 흔하게 일어나지 않는 육종임을 제안했다.

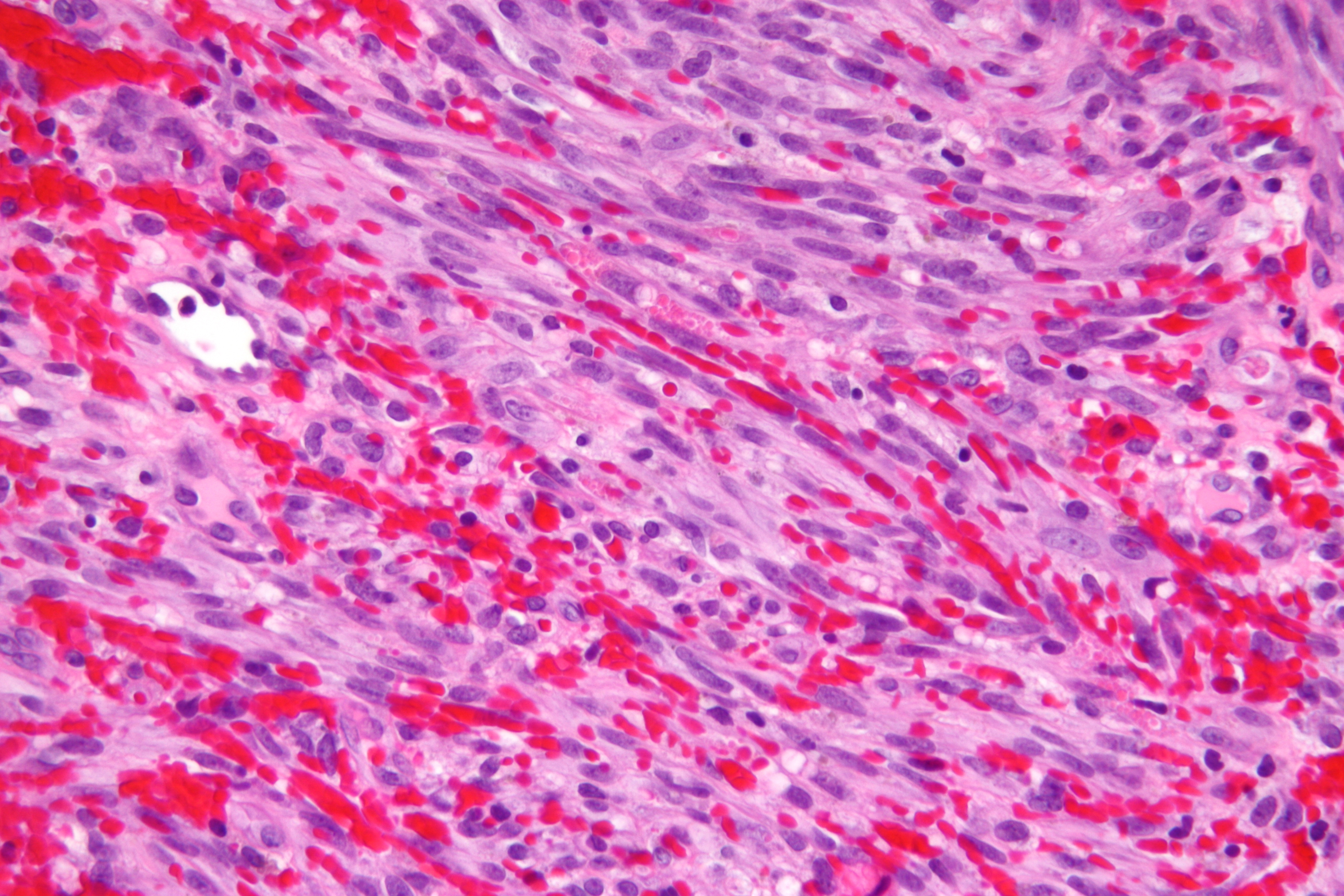
카포시육종의 현미경사진. H&E 염색.

1994년, 콜롬비아 대학 부부팀인, Yuan Chang과 Patrick S. Moore은 AIDS환자의 카포시육종의 헤르페스바이러스의 DNA조각을 추출하여 KSHV를 처음 발견하였다. 1984년 초반, 과학자들은 전자현미경을 통하여 카포시육종에서 헤르페스바이러스와 같은 구조를 보았다고 보고했다. 과학자들은 그 뒤 cytomegalovirus와 HIV를 포함하여 카포시육종을 일으킬만한 20가지가 넘는 물질을 찾아보았다. Chang과 Moore는 AIDS환자의 카포시종양조직과 그의 영향 받지 않은 조직을 비교하여 KSHV를 찾기 위해 representational difference analysis(RDA)를 사용하였다. 이 실험에는 만약 바이러스가 카포시육종을 일으킨다면 두 샘플에서 유전체DNA는 바이러스를 가지고 있는 부분을 제외하고는 정확히 동일해야한다는 생각이 깔려있었다. 처음 RDA실험에서, 그들은 실제 바이러스 게놈의 1%미만을 나타내는 두개의 작은 DNA조각을 분리하였다. 이 조각들은 알려진 허피스바이러스와는 유사하지만 다른 서열을 보여주었기에 새로운 바이러스의 존재를 암시했다. 이 조각들로 시작하여, 연구팀은 전체 바이러스의 서열을 2년미만의 기간내에 알아낼 수 있었다.
허피스바이러스의 발견은 KSHV가 카포시육종의 원인이 되는 바이러스임을 보여주기위한 충분한 자료가 모아지기 전까지 상당한 논쟁과 과학적 내분을 일으켰다. 이 바이러스는 사하라사막 남부 아프리카에 살고 있는 사람들을 널리 감염시키는 것으로 알려졌다. 이스라엘, 사우디아라비아, 이탈리아와 그리스를 포함하는 지중해 인구는 중간 단계의 감염을 보여주고, 대부분의 북유럽과 북아메리카 사람들에게서는 낮은 단계의 감염을 보여준다. 동성애자와 양성애자들은 감염에 더 민감하다. 반면에 개발도상국에서는 성적이지 않은 경로를 통해 바이러스가 전파된다.

## 같이 보기
- 종양바이러스